# Paphiopedilum exul
Paphiopedilum exul är en orkidéart som först beskrevs av Henry Nicholas Ridley, och fick sitt nu gällande namn av Robert Allen Rolfe. Paphiopedilum exul ingår i släktet Paphiopedilum och familjen orkidéer. Inga underarter finns listade i Catalogue of Life.

## Bilder

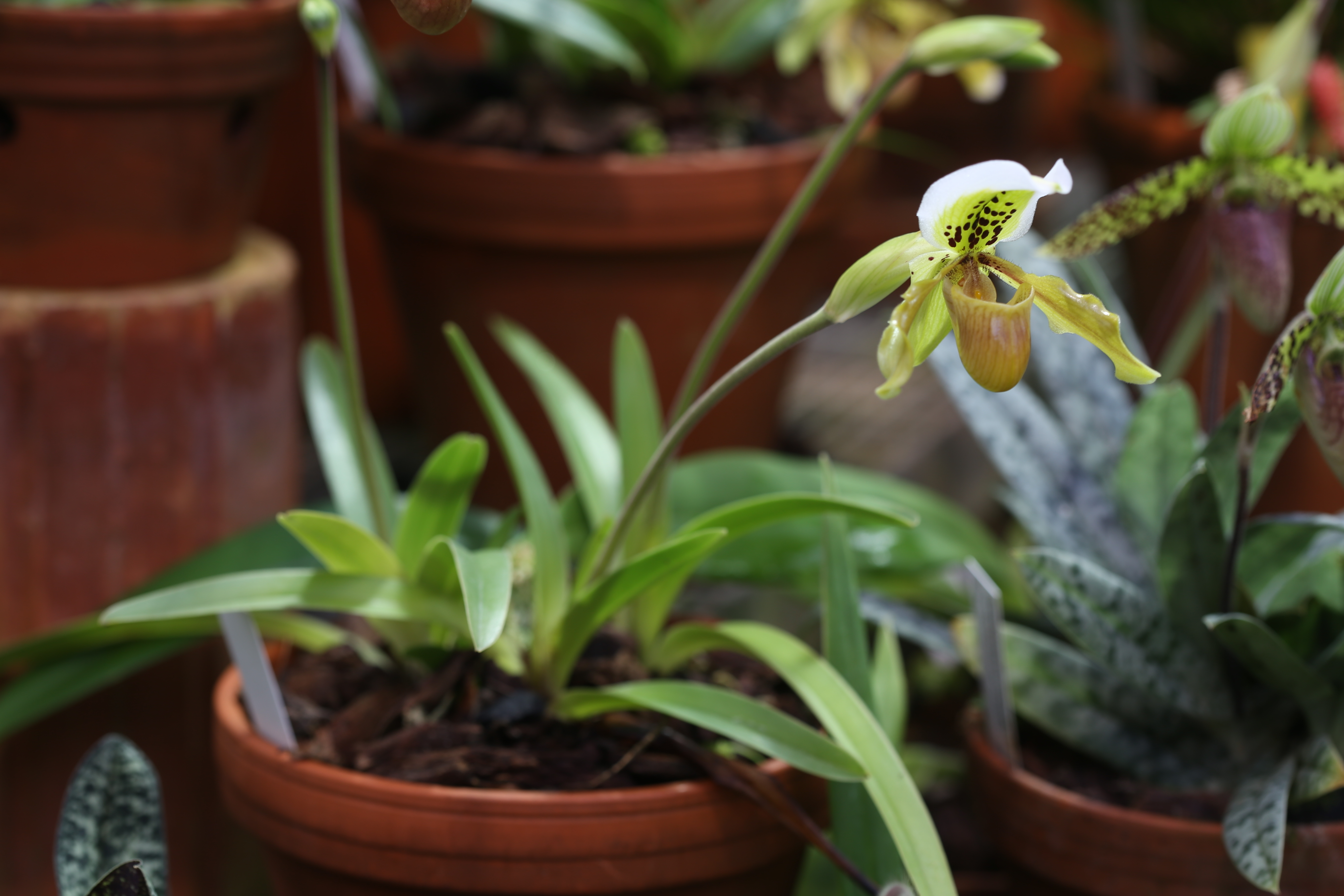
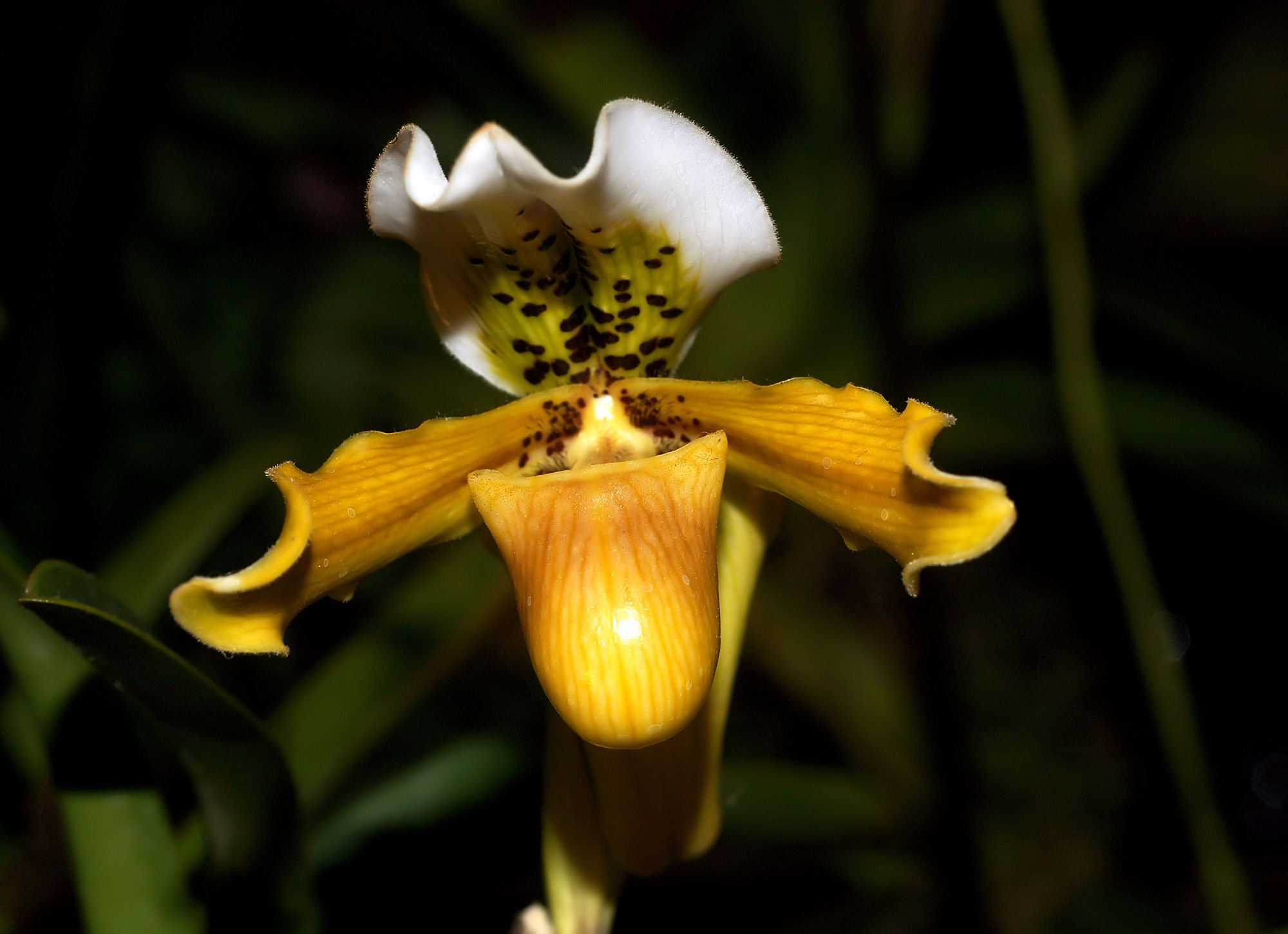
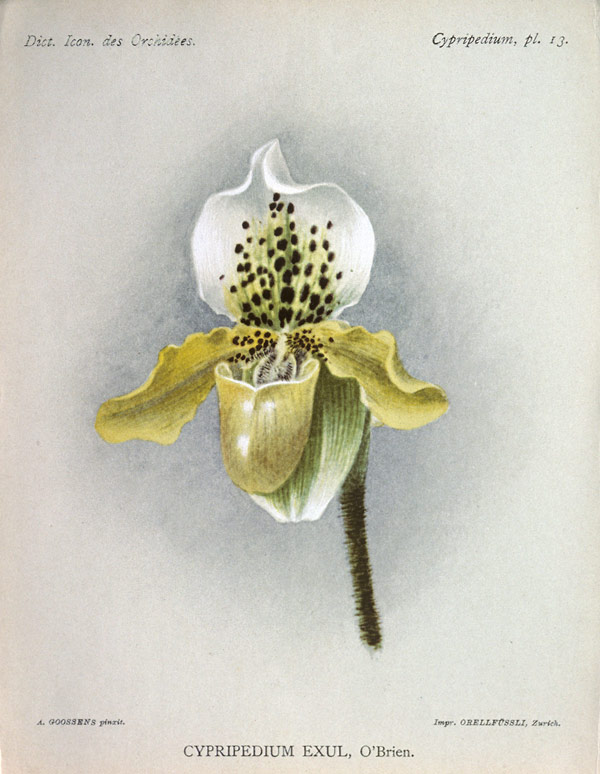
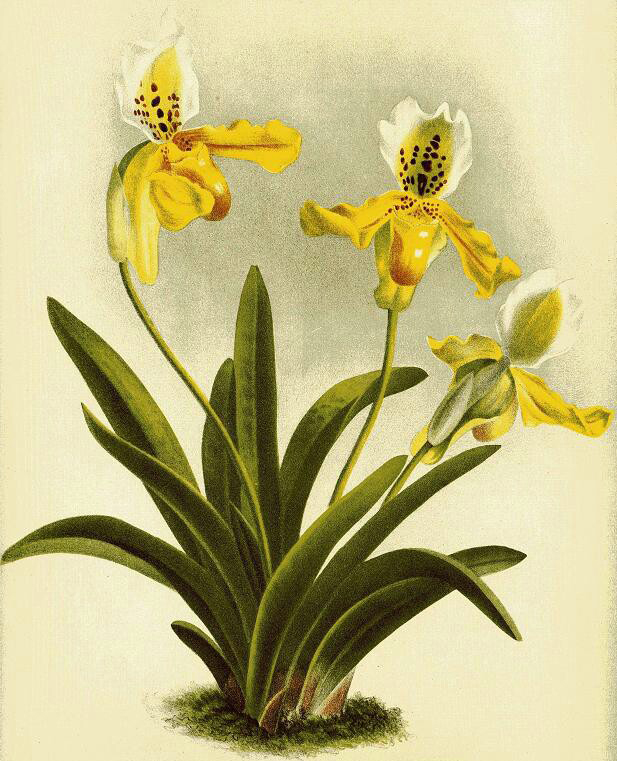
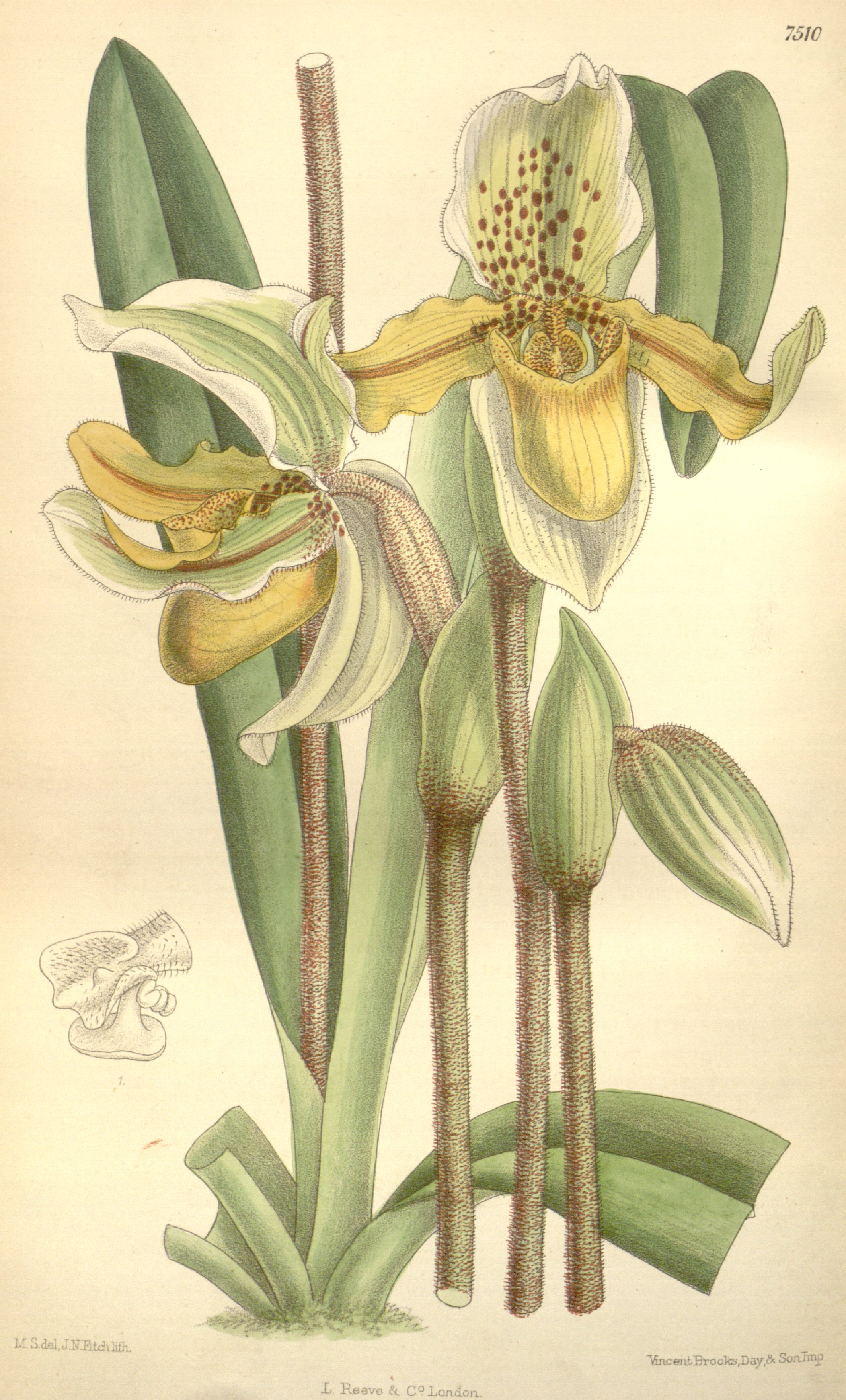